# قاعدة الشيخ عيسى الجوية
قاعدة الشيخ عيسى الجوية (ايكاو: OBBS) تقع جنوب جزيرة البحرين على الخليج العربي قبالة الساحل الشرقي للمملكة العربية السعودية. أنشأت القاعدة في عام 1988.
تستضيف القاعدة الجناح المقاتل لسلاح الجو الملكي البحريني.

## التاريخ
خلال حرب الخليج الأولى عانت بعض من قوات التحالف من وجود مشاكل مع النطق العربي عرف باسم بيتزا شاكيز.

## الاستخدام الحالي
في مارس 2009 أنشأت القوة الجوية للولايات المتحدة مخيم في قاعدة الشيخ عيسى الجوية لدعم عمليات الميناء الجوي. تم تعيين وحدة مفرزة من 379 جناح للحملة الجوية من قاعدة العديد الجوية في قطر. كان الغرض من هذه المفرزة تسريع تسليم جميع تضاريس المركبات المقاومة للألغام المحمية ككمين للقوات الأمريكية في أفغانستان.

## العناصر
القاعدة تعد مقر لمقاتلات الجناح 1 لسلاح الجو الملكي البحريني:
1. السرب المقاتل 1: لوكهيد مارتن إف-16 فايتنغ فالكون سي/دي بلوك 40[3]
2. السرب المقاتل 2: إف-16 سي/دي بلوك 40
3. السرب المقاتل 6: نورثروب إف-5 إيه/إف
4. السرب المقاتل 5: بريتيش إيروسبيس هوك
5. السرب المقاتل 4: سلينغسبي تي67 فايرفلاي